# 格鲁椰子
格鲁椰树（学名：Acrocomia aculeata），是一种原产于新热带界的棕榈树。

## 别名
常用名：格鲁棕榈树（grugru palm）、格鲁格鲁（gloo gloo）、科罗乔（corojo）、玛卡巴棕榈树 （macaúba palm）、科约尔棕榈树（coyol palm）、金刚鹦鹉棕榈树（macaw palm）；同物异名：A. lasiospatha、A. sclerocarpa和A. vinifera 。

## 介绍

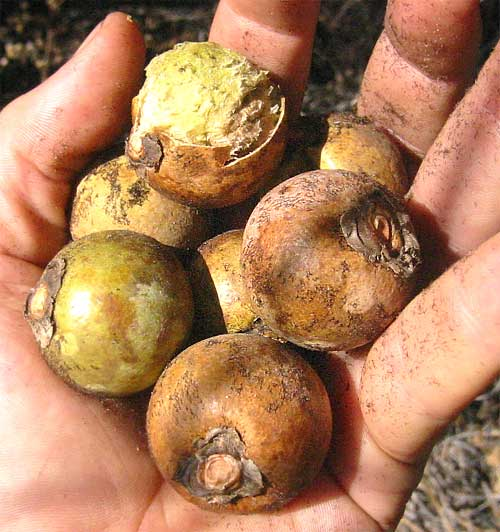
格鲁椰树果实

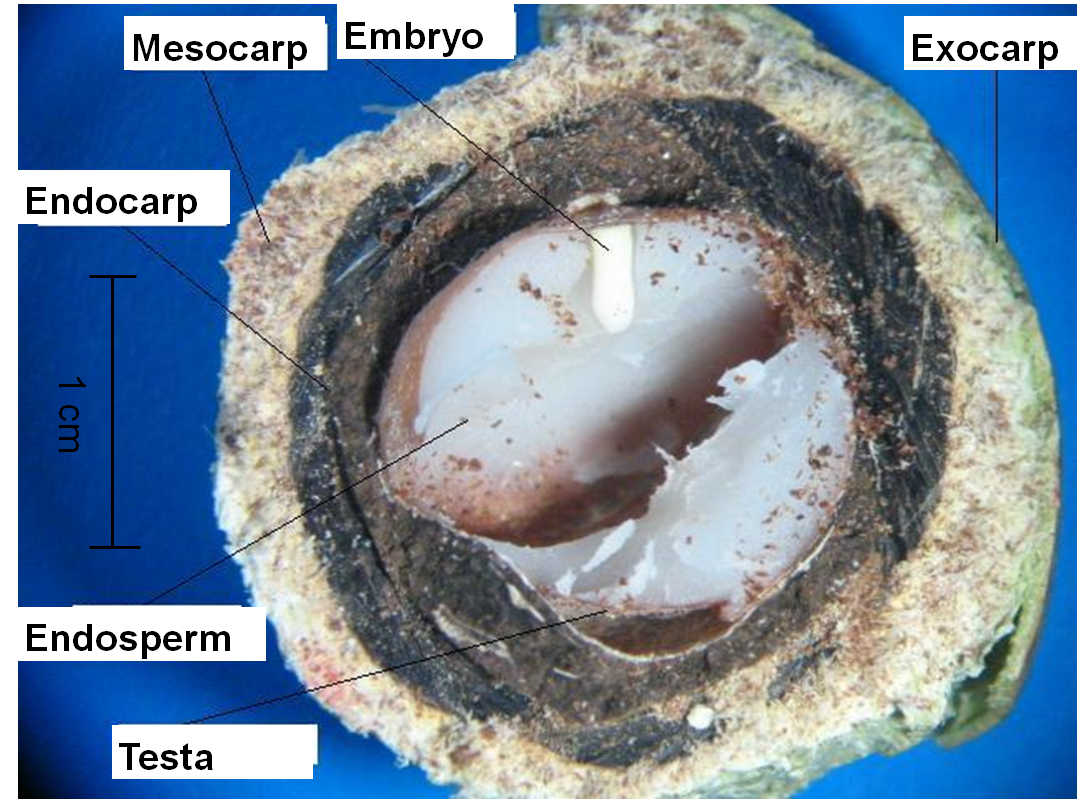
果实内部分层

可长到15-20米，树干直径可达50厘米。此树的特点是树干有很多细长的10厘米黑色尖刺，刺向外延伸。一般情况下树高10-15米。树叶呈羽状 ，长3-4米，主叶上有很多50-100厘米长的细长小叶。叶柄长满了刺。树花很小，长在1.5米长的大分枝花序上。果实为黄绿色核果，直径2.5-5厘米。内果壳很坚硬难以打破，内部含有一颗深褐色坚果状种子，直径1-2厘米。种子内部的物体被称为胚乳，为干燥白色硬物，味道像椰子有淡淡甜味。果实成熟后变黄色，外壳很硬。果肉非常粘稠，略带甜味。

## 分布和栖息地
分布在墨西哥南部和加勒比海地区，直至巴西。长于塞拉多热带稀树草原和大西洋沿岸森林等多种环境。它还生长在巴拉圭和阿根廷北部，繁衍于热带草原和亚热带森林等多种气候。

## 生态系统
英国博物学家亨利·沃尔特·贝兹在1863年出版的《亚马逊河上的博物学家》（The Naturalist on the River Amazons）一书中提到了此树，他写道：
紫蓝金刚鹦鹉成对飞行，它们以几种棕榈树的果实为食，尤其喜爱 "Mucuja"（"Acrocomia lasiospatha"）的果子。这些棕榈树的果实非常硬，用重锤也难以敲碎，不过紫蓝金刚鹦鹉可以用强力的喙将坚果碾碎。——Bates

## 树的用途

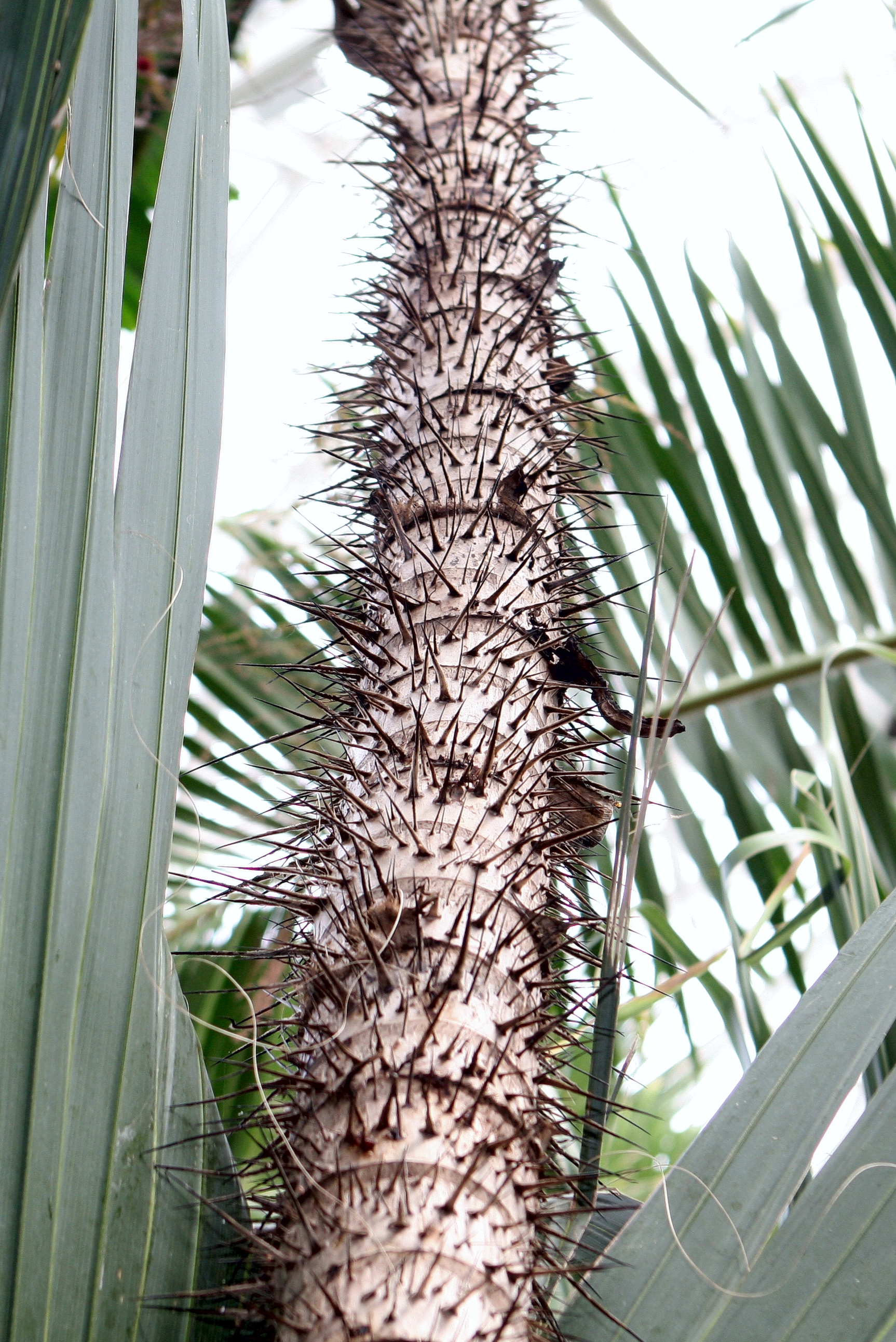
格鲁椰树的尖刺

格鲁椰树栖息于多种气候和环境。在巴拉圭此树随处可见，但在世界其他地方并不常见，所以被叫做巴拉圭椰子（coco paraguayo）。有人提议，将树上生长的大量果实用于制造生物柴油。果实虽然非常硬，但可以切成薄片，然后打磨成戒指佩戴。树干还可以挤出或榨出浆液，生产一种名为coyol的发酵酒。